# سدریک لو هناف
سدریک لو هناف (انگلیسی: Cédric Le Hénaff؛ زادهٔ ۱۹ آوریل ۱۹۸۴) بازیکن فوتبال اهل فرانسه است.
از باشگاه‌هایی که در آن بازی کرده‌است می‌توان به باشگاه فوتبال ونس و باشگاه فوتبال استاد برستوا ۲۹ اشاره کرد.
وی همچنین در تیم ملی فوتبال Brittany بازی کرده‌است.